# 約翰·凱吉
小約翰·米尔顿·凱吉（英語：John Milton Cage Jr.，1912年9月5日—1992年8月12日），美國先锋派古典音乐作曲家，阿诺德·勋伯格的学生。他最有名的作品是1952年作曲的《4'33"》，全曲三個樂章，卻沒有任何一個音符。他是機率音樂（aleatory music，或「機會音樂」（chance music））、延伸技巧（extended technique，樂器的非標準使用）、電子音樂的先驅。雖然他是一個具有爭議的人物，但仍普遍被認為是他的年代中最重要的作曲家之一。他同时是一位蘑菇专家。

## 凯奇的作曲理念
- 使用任何环境下的声音，包括杂音
- 运用“机遇”（如抛硬币、算卦等）选择顺序
- 彻底放弃形式结构
- 运用沉默
- 广泛使用各种电子以及视觉手段

## 加料钢琴
凯奇在音乐上的一大“贡献”是发明（或至少是大大推广）了“加料钢琴”（又称“特调钢琴”）这种乐器。更早的作曲家如考埃尔甚至埃里克·萨蒂虽然也曾有过类似实验，但毫无疑问凯奇是这一乐器的正式创造人。这种乐器的“制作过程”就是在普通钢琴弦里插入各种物品，以产生特殊的声音效果。

## 东方哲学
凯奇对东方哲学（印度和中国）有浓厚的兴趣。尤其是《易经》，他经常用其来做即興音樂创作。

## 主要作品
- 《4'33"》
- 《第一構造》敲擊樂六重奏加一個助手
- 《第二構造》敲擊樂四重奏
- 《第三構造》敲擊樂四重奏
- 《第一號回憶中的景色》兩個不同速度的唱機或唱盤、頻率錄音、靜音鋼琴及鈸
- 《第二號回憶中的景色》敲擊樂四重奏
- 《第三號回憶中的景色》敲擊樂六重奏
- 《第四號回憶中的景色》
- 《尽可能慢》

## 榮譽
敲擊樂藝術協會名人堂成員

## 外部連結
- 偶然音樂